# Alexander Schweitzer

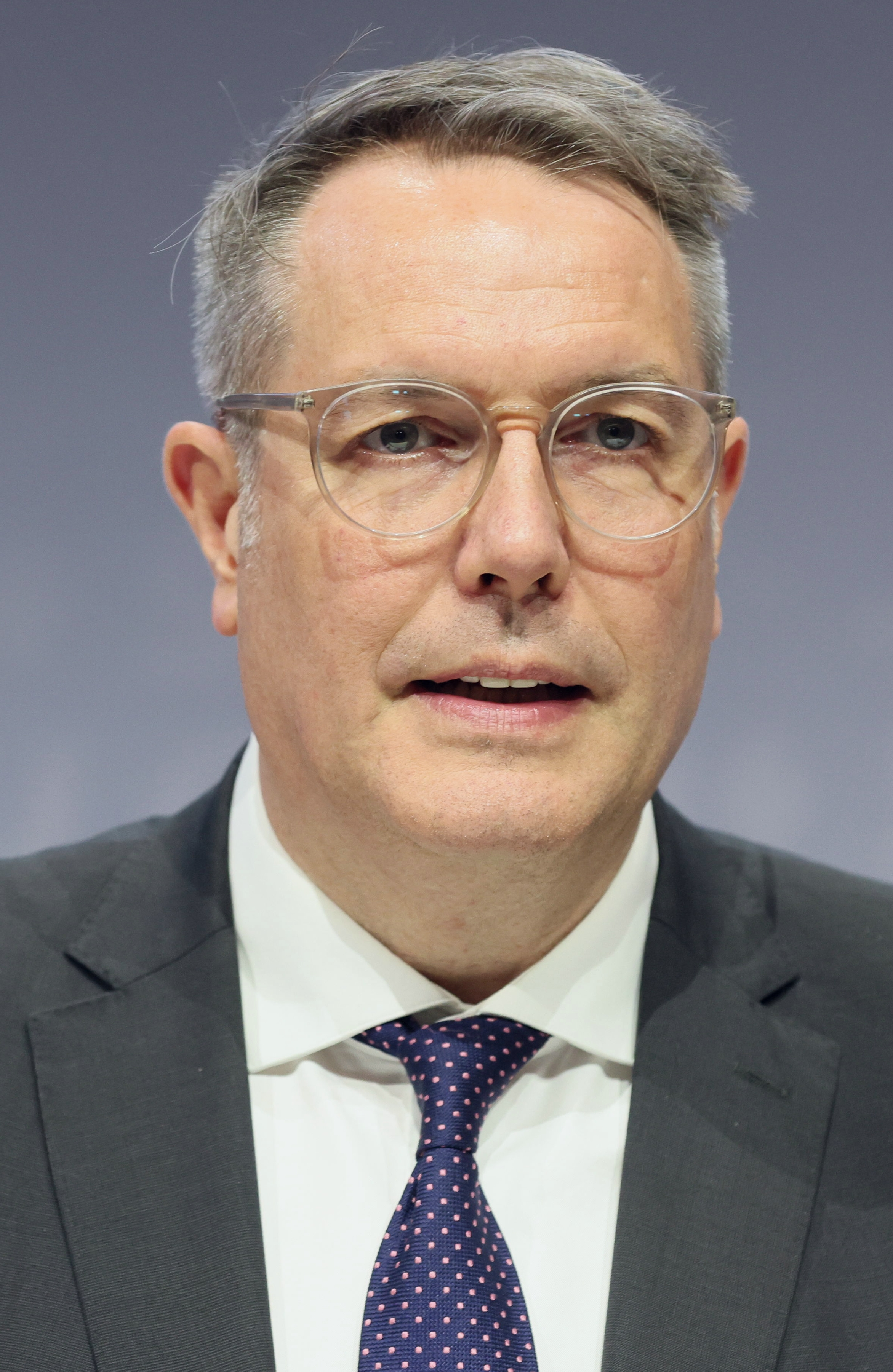
Alexander Schweitzer, 2025

Alexander Roger Schweitzer (* 17. September 1973 in Landau in der Pfalz) ist ein deutscher Politiker (SPD). Er ist seit dem 10. Juli 2024 Ministerpräsident des Landes Rheinland-Pfalz.
Zuvor war er von 2014 bis 2021 Vorsitzender der SPD-Fraktion im Landtag Rheinland-Pfalz und anschließend bis 2024 Minister für Arbeit, Soziales, Transformation und Digitalisierung im Kabinett Dreyer III. Außerdem gehört er seit Dezember 2017 dem SPD-Parteivorstand an, seit Juni 2025 als stellvertretender Bundesvorsitzender.

## Leben und Beruf
Alexander Schweitzer, Sohn eines Binnenschiffers, verbrachte mit seinen Eltern und seiner Schwester seine ersten sechs Lebensjahre auf Binnenfrachtern zwischen Karlsruhe und Rotterdam. Er studierte nach dem Abitur, das er 1993 in Bad Bergzabern ablegte, Rechtswissenschaften an der Johannes Gutenberg-Universität Mainz.
Nach dem Staatsexamen 2001 war er bei einer Agentur des Landes Baden-Württemberg tätig. 2005 wurde er Projektleiter beim Steinbeis-Transferzentrum in Heidelberg und Dozent an der Berufsakademie Mosbach. 
Schweitzer ist römisch-katholisch und verheiratet; er hat drei Kinder. Schweitzer ist 2,06 Meter groß.

## Politik

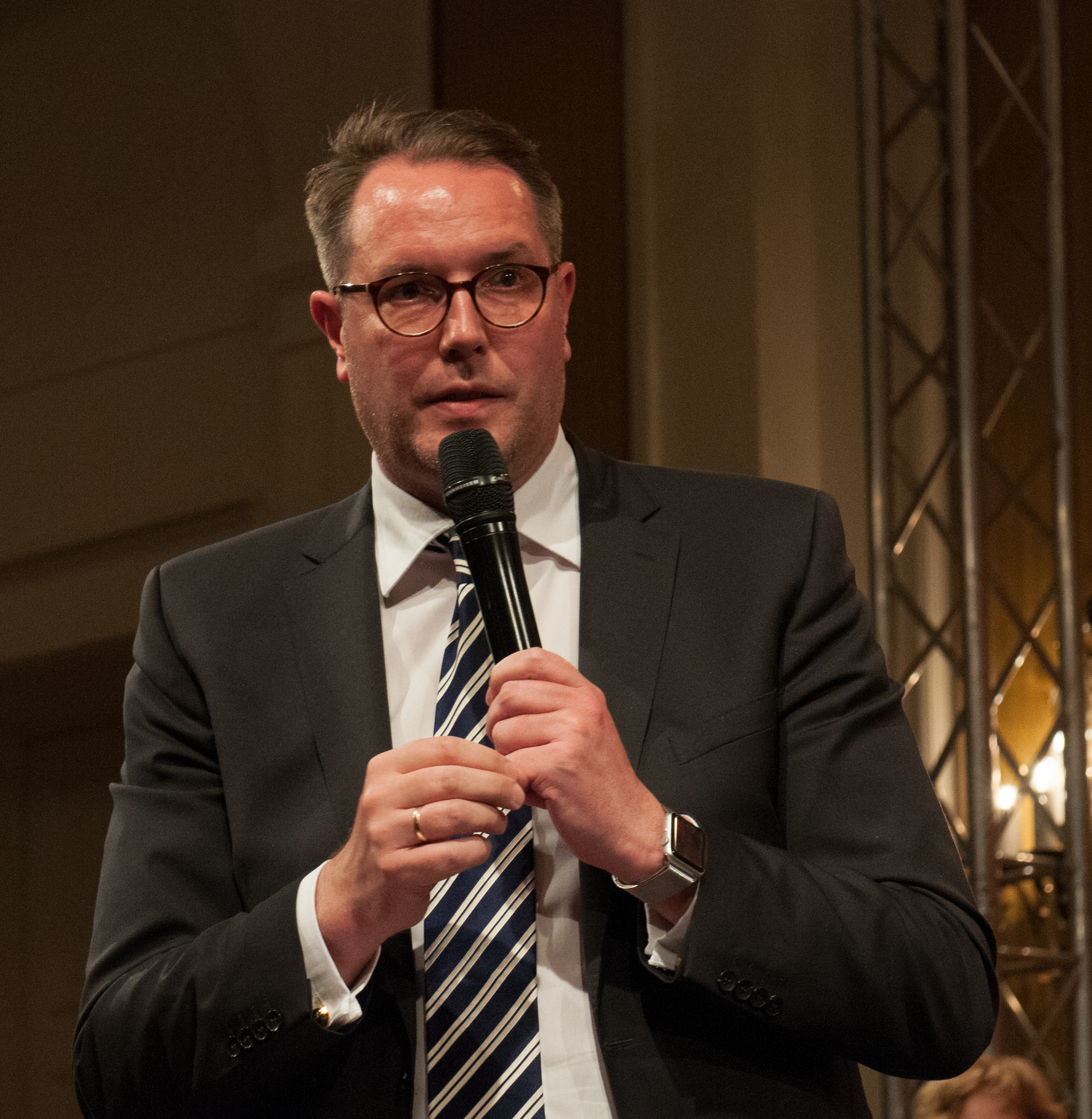
Alexander Schweitzer auf dem Landesparteirat der SPD Rheinland-Pfalz, 2016

1989 trat Schweitzer der SPD bei. Von 1993 bis 1995 war er stellvertretender Landesvorsitzender der Jusos Rheinland-Pfalz und von 1995 bis 1997 Vorsitzender der Jusos im Bezirk Pfalz. 1995 wurde er auch in den Vorstand des SPD-Bezirks Pfalz gewählt, dem er bis 2013 angehörte. Von 1997 bis 2004 war er Vorsitzender des SPD-Ortsverbands Billigheim-Ingenheim und von 2002 bis 2005 im Unterbezirk Landau-Land. 2002 wurde er in den Landesvorstand der SPD Rheinland-Pfalz gewählt und ist dort einer der drei stellvertretenden Vorsitzenden. Zuletzt wurde er auf dem Landesparteitag am 4. November 2023 wiedergewählt. 2004 wurde er Mitglied des Landespräsidiums und Vorsitzender des Kreisverbands Südliche Weinstraße.
1999 wurde Schweitzer in den Kreistag Südliche Weinstraße und in den Gemeinderat der Verbandsgemeinde Landau-Land gewählt, wo er 2007 Vorsitzender der SPD-Fraktion wurde. Er war von Juni 2006 (nach der Landtagswahl am 26. März 2006) bis Juli 2009 erstmals Abgeordneter des Landtags Rheinland-Pfalz und ist es seit 2013 erneut.
Ab Juli 2009 war Schweitzer Staatssekretär im Ministerium für Wirtschaft, Verkehr, Landwirtschaft und Weinbau Rheinland-Pfalz. Er wurde damit Nachfolger von Carsten Kühl, der Finanzminister wurde. Nach der Landtagswahl 2011 wurde Schweitzer neuer Generalsekretär der SPD Rheinland-Pfalz als Nachfolger von Heike Raab, die als Staatssekretärin in das neu geschaffene Ministerium des Innern, für Sport und Infrastruktur des Landes wechselte. Der damalige Ministerpräsident Kurt Beck (SPD) förderte mit diesen Personalentscheidungen Schweitzers politischen Aufstieg.

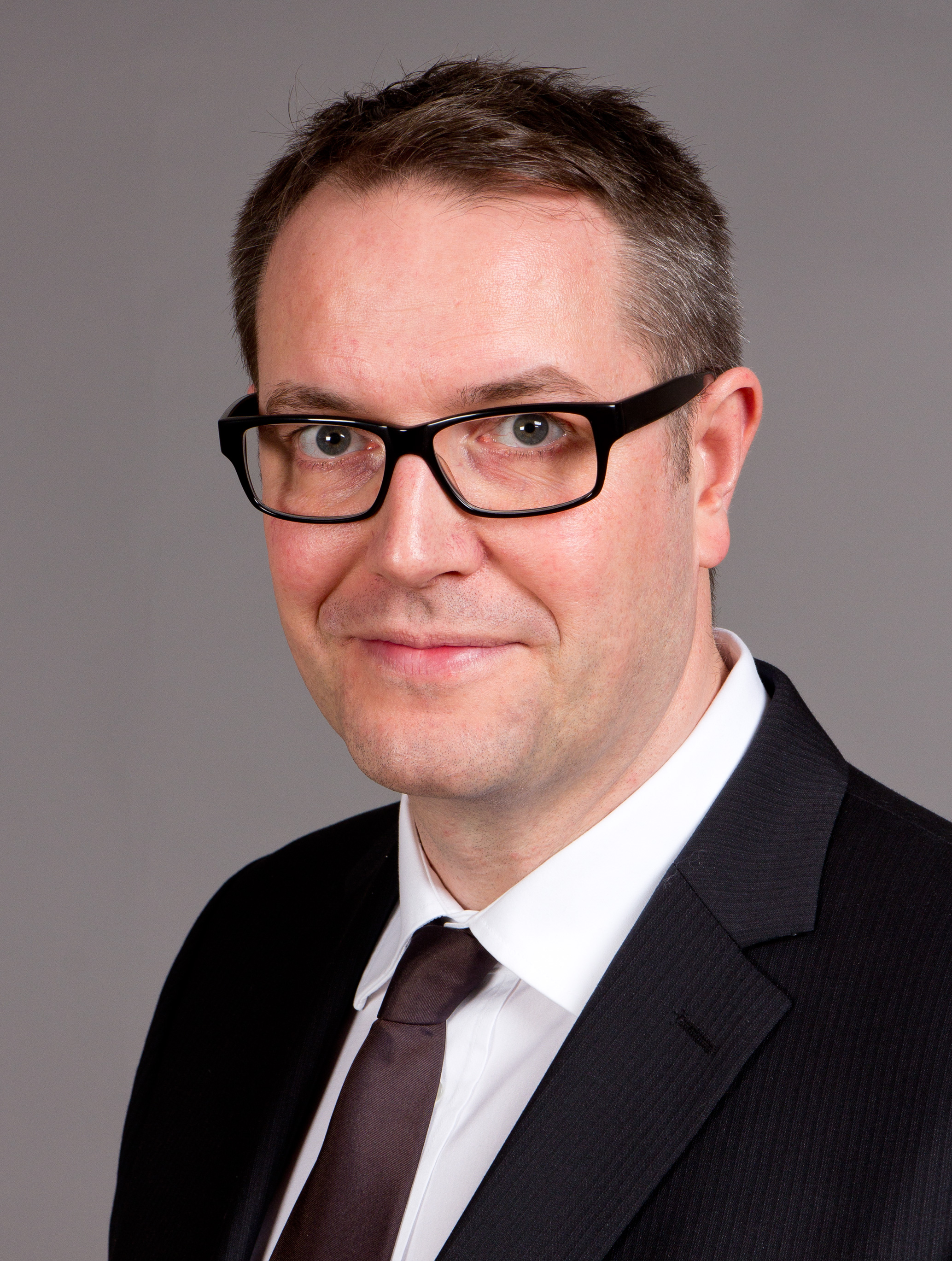
Porträt von Schweitzer, 2014

Schweitzer war vom 16. Januar 2013 bis zum 12. November 2014 Sozialminister im ersten Kabinett von Malu Dreyer. Er war von 2014 bis 2021 Fraktionsvorsitzender der SPD im Landtag Rheinland-Pfalz.
Am 8. Dezember 2017 wurde er auf dem SPD-Bundesparteitag erstmals als Beisitzer in den SPD-Parteivorstand gewählt. Er wurde seither stets in dieses Amt wiedergewählt, zuletzt auf dem SPD-Bundesparteitag im Dezember 2023. Am 27. Juni 2025 wurde Schweitzer auf dem SPD-Bundesparteitag in Berlin mit 95,3 Prozent der Delegiertenstimmen zu einem der fünf stellvertretenden Vorsitzenden der SPD gewählt.
Schweitzer wurde nach der Landtagswahl am 14. März 2021 Minister für Arbeit, Soziales, Transformation und Digitalisierung im Kabinett Dreyer III.
Am 10. Juli 2024 wurde Schweitzer als Nachfolger von Malu Dreyer zum Ministerpräsident des Landes Rheinland-Pfalz gewählt. Er erhielt dabei 57 Stimmen, drei mehr als die Regierungsfraktionen im Landtag haben. Anschließend bildete er das Kabinett Schweitzer. Schweitzer berief Dörte Schall zu seiner Nachfolgerin im Amt des Arbeits- und Sozialministers.

## Weitere Engagements
Schweitzer ist Anhänger und Mitglied des 1. FC Kaiserslautern. Er ist Vorsitzender der Fritz-Walter-Stiftung, die sich für die Förderung der sportlichen Jugendarbeit, der sozialen Teilhabe von Jugendlichen sowie den sportlichen und kulturellen Austausch mit Mittel- und Osteuropa einsetzt.